# Città del Portogallo
In Portogallo il titolo di città, in lingua portoghese cidade, è un titolo onorifico attribuito a quei centri abitati, come comuni e freguesias, che rispettano determinati criteri. A parte le città che da tempi antichi si fregiano di questo titolo, ad un centro abitato in Portogallo viene conferito tale onorificenza se possiede buone infrastrutture (come scuole, centri ospedalieri, culturali e strutture sportive) o presenta rilevante importanza dal punto di vista storico.
A seguito dell'espansione demografica del paese a partire dagli anni ottanta molti centri abitati sono stati elevati al grado di città tanto da contare, attualmente, 156 città.
In Portogallo le città non sono divisioni amministrative, così come non necessariamente la città corrisponde al comune, con le eccezioni di Lisbona, Porto, Funchal, Amadora, Entroncamento e São João da Madeira. Durante il periodo dittatoriale dello Estado Novo il regime elevò al grado di città 7 centri abitati.
Fino al 1910 un centro abitato veniva proclamato città per decreto regio mentre durante la Prima repubblica portoghese era il parlamento a conferire il titolo di città. 8 sono invece le città che godono di tale titolo da tempi antichi, da quando il Portogallo è divenuto uno stato indipendente (formalmente nel 1128): Braga, Coimbra, Lamego, Porto, Viseu, Évora, Lisbona e Silves.

## Lista
| Stemma | Città                              | Comune                     | Popolazione | Titolo di città dal |
| ------ | ---------------------------------- | -------------------------- | ----------- | ------------------- |
|        | Abrantes                           | Abrantes                   | 14.775      | 14 giugno 1916      |
|        | Agualva-Cacém                      | Sintra                     | 121.000     | 12 luglio 2001      |
|        | Águeda                             | Águeda                     | 11.357      | 14 agosto 1985      |
|        | Albufeira                          | Albufeira                  | 16.237      | 20 agosto 1986      |
|        | Alcácer do Sal                     | Alcácer do Sal             | 9.118       | 12 luglio 1997      |
|        | Alcobaça                           | Alcobaça                   | 9.775       | 30 agosto 1995      |
|        | Almada                             | Almada                     | 101.500     | 16 giugno 1973      |
|        | Almeirim                           | Almeirim                   | 11.607      | 16 agosto 1991      |
|        | Alverca do Ribatejo                | Vila Franca de Xira        | 29.086      | 9 agosto 1990       |
|        | Amadora                            | Amadora                    | 151.500     | 17 settembre 1979   |
|        | Amarante                           | Amarante                   | 11.000      | 14 agosto 1985      |
|        | Amora                              | Seixal                     | 53.638      | 2 luglio 1993       |
|        | Anadia                             | Anadia                     | 3.533       | 9 dicembre 2004     |
|        | Angra do Heroísmo                  | Angra do Heroísmo          | 21.200      | 21 agosto 1534      |
|        | Aveiro                             | Aveiro                     | 67.003      | 11 aprile 1759      |
|        | Barcelos                           | Barcelos                   | 20.000      | 6 settembre 1928    |
|        | Barreiro                           | Barreiro                   | 50.232      | 28 giugno 1984      |
|        | Beja                               | Beja                       | 23.475      | 10 aprile 1521      |
|        | Braga                              | Braga                      | 170.250     | Diritto antico      |
|        | Braganza                           | Braganza                   | 19.998      | 23 febbraio 1464    |
|        | Caldas da Rainha                   | Caldas da Rainha           | 30.006      | 26 agosto 1927      |
|        | Câmara de Lobos                    | Câmara de Lobos            | 16.842      | 2 agosto 1996       |
|        | Caniço                             | Santa Cruz                 | 11.586      | 9 giugno 2005       |
|        | Cantanhede                         | Cantanhede                 | 7.066       | 16 agosto 1991      |
|        | Cartaxo                            | Cartaxo                    | 10.115      | 30 agosto 1995      |
|        | Castelo Branco                     | Castelo Branco             | 34.525      | 20 marzo 1771       |
|        | Chaves                             | Chaves                     | 19.307      | 18 marzo 1929       |
|        | Coimbra                            | Coimbra                    | 138.540     | Diritto antico      |
|        | Costa da Caparica                  | Almada                     | 14.100      | 9 dicembre 2004     |
|        | Covilhã                            | Covilhã                    | 36.147      | 20 ottobre 1870     |
|        | Elvas                              | Elvas                      | 28.106      | 3 aprile 1513       |
|        | Entroncamento                      | Entroncamento              | 20.065      | 16 agosto 1991      |
|        | Ermesinde                          | Valongo                    | 40.139      | 10 agosto 1990      |
|        | Esmoriz                            | Ovar                       | 11.200      | 2 luglio 1993       |
|        | Espinho                            | Espinho                    | 10.500      | 16 giugno 1973      |
|        | Esposende                          | Esposende                  | 9.148       | 2 luglio 1993       |
|        | Estarreja                          | Estarreja                  | 7.000       | 9 dicembre 2004     |
|        | Estremoz                           | Estremoz                   | 9.011       | 31 agosto 1926      |
|        | Évora                              | Évora                      | 46.417      | Diritto antico      |
|        | Fafe                               | Fafe                       | 15.323      | 23 agosto 1986      |
|        | Faro                               | Faro                       | 43.757      | 7 settembre 1540    |
|        | Fátima                             | Ourém                      | 10.302      | 12 luglio 1997      |
|        | Felgueiras                         | Felgueiras                 | 15.100      | 10 agosto 1990      |
|        | Figueira da Foz                    | Figueira da Foz            | 36.500      | 20 settembre 1882   |
|        | Fiães                              | Santa Maria da Feira       | 13.100      | 12 luglio 2001      |
|        | Freamunde                          | Paços de Ferreira          | 7.452       | 12 luglio 2001      |
|        | Funchal                            | Funchal                    | 100.526     | 21 agosto 1508      |
|        | Fundão                             | Fundão                     | 8.957       | 19 aprile 1988      |
|        | Gafanha da Nazaré                  | Ílhavo                     | 14.021      | 21 luglio 2001      |
|        | Gandra                             | Paredes                    | 5.200       | 26 agosto 2003      |
|        | Gondomar                           | Gondomar                   | 25.000      | 16 agosto 1991      |
|        | Gouveia                            | Gouveia                    | 3.500       | 1º febbraio 1988    |
|        | Guarda                             | Guarda                     | 32.274      | 27 novembre 1199    |
|        | Guimarães                          | Guimarães                  | 52.181      | 23 giugno 1853      |
|        | Horta                              | Horta                      | 9.000       | 4 luglio , 1833     |
|        | Lagoa                              | Lagoa                      | 5.000       | 12 luglio 2001      |
|        | Lagos                              | Lagos                      | 20.000      | 27 gennaio 1573     |
|        | Lamego                             | Lamego                     | 12.000      | Diritto antico      |
|        | Leiria                             | Leiria                     | 50.264      | 13 giugno 1545      |
|        | Lisbona                            | Lisbona                    | 508.209     | Diritto antico      |
|        | Lixa                               | Felgueiras                 | 5.500       | 30 agosto 1995      |
|        | Loulé                              | Loulé                      | 24.000      | 1º febbraio 1988    |
|        | Loures                             | Loures                     | 26.000      | 9 agosto 1990       |
|        | Lourosa                            | Santa Maria da Feira       | 11.300      | 12 luglio 2001      |
|        | Macedo de Cavaleiros               | Macedo de Cavaleiros       | 7.800       | 24 giugno 1999      |
|        | Maia                               | Maia                       | 40.000      | 23 agosto 1986      |
|        | Mangualde                          | Mangualde                  | 8.107       | 12 luglio 2001      |
|        | Marco de Canaveses                 | Marco de Canaveses         | 9,000       | 2 luglio 1993       |
|        | Marinha Grande                     | Marinha Grande             | 29.100      | 19 aprile 1988      |
|        | Matosinhos                         | Matosinhos                 | 47.703      | 28 giugno 1984      |
|        | Mealhada                           | Mealhada                   | 5.500       | 26 agosto 2003      |
|        | Mêda                               | Mêda                       | 2.004       | 9 dicembre 2004     |
|        | Miranda do Douro                   | Miranda do Douro           | 2.000       | 10 luglio 1545      |
|        | Mirandela                          | Mirandela                  | 11.000      | 28 giugno 1984      |
|        | Montemor-o-Novo                    | Montemor-o-Novo            | 14.000      | 18 aprile 1988      |
|        | Montemor-o-Velho                   | Montemor-o-Velho           | 30.000      | 1212                |
|        | Montijo                            | Montijo                    | 30.486      | 14 agosto 1985      |
|        | Moura                              | Moura                      | 10.000      | 1º febbraio 1988    |
|        | Odivelas                           | Odivelas                   | 54.500      | 10 agosto 1990      |
|        | Olhão da Restauração               | Olhão                      | 31.100      | 14 agosto 1985      |
|        | Oliveira de Azeméis                | Oliveira de Azeméis        | 15.000      | 16 maggio 1984      |
|        | Oliveira do Bairro                 | Oliveira do Bairro         | 5.005       | 26 agosto 2003      |
|        | Oliveira do Hospital               | Oliveira do Hospital       | 4.400       | 2 luglio 1993       |
|        | Ourém                              | Ourém                      | 11.100      | 16 agosto 1991      |
|        | Ovar                               | Ovar                       | 18.900      | 28 giugno 1984      |
|        | Paços de Ferreira                  | Paços de Ferreira          | 9.000       | 2 luglio 1993       |
|        | Paredes                            | Paredes                    | 12.500      | 16 agosto 1991      |
|        | Penafiel                           | Penafiel                   | 10.000      | 3 marzo 1770        |
|        | Peniche                            | Peniche                    | 17.500      | 1º febbraio 1988    |
|        | Peso da Régua                      | Peso da Régua              | 10.000      | 14 agosto 1985      |
|        | Pinhel                             | Pinhel                     | 3.500       | 25 agosto 1770      |
|        | Pombal                             | Pombal                     | 18.500      | 16 agosto 1991      |
|        | Ponta Delgada                      | Ponta Delgada              | 46.102      | 2 aprile 1546       |
|        | Ponte de Sor                       | Ponte de Sor               | 11.000      | 14 agosto 1985      |
|        | Portalegre                         | Portalegre                 | 15.700      | 23 maggio 1550      |
|        | Portimão                           | Portimão                   | 40.700      | 11 dicembre 1924    |
|        | Porto                              | Porto                      | 240.227     | Diritto antico      |
|        | Vila Baleira (a.k.a. (Porto Santo) | Porto Santo                | 4.475       | 2 agosto 1996       |
|        | Póvoa de Santa Iria                | Vila Franca de Xira        | 28.000      | 24 giugno 1999      |
|        | Póvoa de Varzim                    | Póvoa de Varzim            | 38.257      | 16 giugno 1973      |
|        | Praia da Vitória                   | Praia da Vitória           | 6.500       | 20 giugno 1981      |
|        | Quarteira                          | Loulé                      | 21.000      | 24 giugno 1999      |
|        | Queluz                             | Sintra                     | 116.124     | 24 luglio 1997      |
|        | Rebordosa                          | Paredes                    | 12.100      | 26 agosto 2003      |
|        | Reguengos de Monsaraz              | Reguengos de Monsaraz      | 7.900       | 9 dicembre 2004     |
|        | Ribeira Grande                     | Ribeira Grande             | 6.350       | 29 giugno 1981      |
|        | Rio Maior                          | Rio Maior                  | 11.102      | 14 agosto 1985      |
|        | Rio Tinto                          | Gondomar                   | 61.227      | 30 agosto 1995      |
|        | Sabugal                            | Sabugal                    | 2.300       | 9 dicembre 2004     |
|        | Sacavém                            | Loures                     | 17.000      | 4 giugno 1997       |
|        | Santa Comba Dão                    | Santa Comba Dão            | 3.200       | 24 giugno 1999      |
|        | Santa Cruz                         | Santa Cruz                 | 6.500       | 2 agosto 1996       |
|        | Santa Maria da Feira               | Santa Maria da Feira       | 16.900      | 14 agosto 1985      |
|        | Santana                            | Santana                    | 3.300       | 1º gennaio 2001     |
|        | Santarém                           | Santarém                   | 30.100      | 24 dicembre 1868    |
|        | Santiago do Cacém                  | Santiago do Cacém          | 7.753       | 16 agosto 1991      |
|        | Santo Tirso                        | Santo Tirso                | 14.100      | 14 agosto 1985      |
|        | São João da Madeira                | São João da Madeira        | 21.102      | 28 giugno 1984      |
|        | São Mamede de Infesta              | Matosinhos                 | 27.000      | 12 luglio 2001      |
|        | São Salvador de Lordelo            | Paredes                    | 11.000      | 26 agosto 2003      |
|        | Seia                               | Seia                       | 7.000       | 23 agosto 1986      |
|        | Seixal                             | Seixal                     | 31.101      | 2 luglio 1993       |
|        | Serpa                              | Serpa                      | 9.990       | 26 agosto 2003      |
|        | Setúbal                            | Setúbal                    | 120.636     | 19 aprile 1860      |
|        | Silves                             | Silves                     | 11.000      | Diritto antico      |
|        | Sines                              | Sines                      | 15.555      | 12 luglio 1997      |
|        | Tarouca                            | Tarouca                    | 3.200       | 9 dicembre 2004     |
|        | Tavira                             | Tavira                     | 13.300      | 16 marzo 1520       |
|        | Tomar                              | Tomar                      | 20.000      | 12 febbraio 1844    |
|        | Tondela                            | Tondela                    | 10.120      | 1º febbraio 1988    |
|        | Torres Novas                       | Torres Novas               | 14.900      | 14 agosto 1985      |
|        | Torres Vedras                      | Torres Vedras              | 27.200      | 3 febbraio 1979     |
|        | Trancoso                           | Trancoso                   | 3.350       | 9 dicembre 2004     |
|        | Trofa                              | Trofa                      | 22.000      | 2 luglio 1993       |
|        | Valbom                             | Gondomar                   | 14.100      | 9 dicembre 2004     |
|        | Vale de Cambra                     | Vale de Cambra             | 4.200       | 2 luglio 1993       |
|        | Valongo                            | Valongo                    | 27.900      | 10 agosto 1990      |
|        | Valpaços                           | Valpaços                   | 4.102       | 24 luglio 1999      |
|        | Vendas Novas                       | Vendas Novas               | 10.103      | 2 luglio 1993       |
|        | Viana do Castelo                   | Viana do Castelo           | 36.750      | 20 gennaio 1848     |
|        | Vila do Conde                      | Vila do Conde              | 32.257      | 1º febbraio 1988    |
|        | Vila Franca de Xira                | Vila Franca de Xira        | 19.000      | 28 giugno 1984      |
|        | Vila Nova de Famalicão             | Vila Nova de Famalicão     | 30.100      | 14 agosto 1985      |
|        | Vila Nova de Foz Côa               | Vila Nova de Foz Côa       | 3.303       | 12 luglio 1997      |
|        | Vila Nova de Gaia                  | Vila Nova de Gaia          | 302.296     | 28 giugno 1984      |
|        | Vila Nova de Santo André           | Santiago do Cacém          | 12.123      | 26 agosto 2003      |
|        | Vila Real                          | Vila Real                  | 27.250      | 20 luglio 1925      |
|        | Vila Real de Santo António         | Vila Real de Santo António | 11.000      | 19 aprile 1988      |
|        | Viseu                              | Viseu                      | 50.583      | Diritto antico      |
|        | Vizela                             | Vizela                     | 10.100      | 1º settembre 1998   |